# Флаг Холм-Жирковского
Флаг муниципального образования «Холм-Жирко́вское городское поселение» Холм-Жирковского района Смоленской области Российской Федерации.
Флаг утверждён 10 июня 2008 года и внесён в Государственный геральдический регистр Российской Федерации с присвоением регистрационного номера 4840.
Флаг составлен на основании герба Холм-Жирковского городского поселения, по правилам и соответствующим традициям вексиллологии, и отражает исторические, культурные, социально-экономические, национальные и иные местные традиции.

## Описание
«Прямоугольное зелёное полотнище с отношением ширины к длине 2:3, вдоль нижнего края которого — жёлтая полоса (шириной в 1/ 10 от ширины полотнища) с выступом посередине в виде холма с воткнутым в него древним (миндалевидным) щитом из герба поселения».

## Обоснование символики

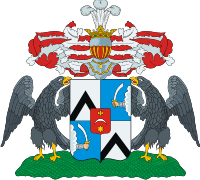
Герб рода Уваровых.

Флаг городского поселения создан на основе герба поселения, который взял за основу герб Уваровых род которых владел усадьбой Холм. Фёдор Семёнович Уваров участвовал в Аустерлицком сражении, сделав «все компании 1812—14 годов в кавалергардах». В 1827 году он, выйдя в отставку, поселился в усадьбе вместе с матерью, а после её смерти остался жить в деревне. Ф. С. Уваров очень много времени уделял усадебному парку и оранжереям, которые славились своими экзотическими видами растений во всей округе. Вплоть до 1917 года Холм был одним из крупных культурных центров Смоленщины. До наших дней сохранились остатки фундаментов усадебных построек, фрагменты парка и фамильного некрополя Уваровых, где были похоронены Ф. С. Уваров и его брат граф С. С. Уваров. Щиту Уваровых придан вид древнерусского щита в гербе поселения, что символизирует древность Холмских земель и их принадлежность Руси.
Холм гласно указывает на название городского поселения. Жёлтый цвет (золото) — символ высшей ценности, величия, великодушия, богатства, урожая.
Зелёный цвет символизирует весну, здоровье, природу, надежду.
Голубой цвет — символ возвышенных устремлений, искренности, преданности, возрождения.
Чёрный цвет символизирует благоразумие, мудрость, скромность, честность.
Белый цвет (серебро) — символ чистоты, ясности, открытости, божественной мудрости, примирения.
Красный цвет — символ мужества, жизнеутверждающей силы и красоты, праздника, труда.